# Bokor Barna
Bokor Barna (Szováta, 1980. október 4. –) erdélyi magyar színművész.

## Életpályája
1980-ban született Erdélyben, Szovátán. 1994-1998 között a székelyudvarhelyi Bányai János Gimnáziumban tanult. 2000-2004 között a Marosvásárhelyi Művészeti Egyetemen tanult, szerzett színművész diplomát. 2004-2006 között a Veszprémi Petőfi Színházban szerepelt. 2006-2022 között a Marosvásárhelyi Nemzeti Színház, Tompa Miklós Társulatának tagja volt. 2022-2023 között a Thália Színház színésze volt.

## Filmes és televíziós szerepei
- El a kezekkel a Papámtól! (2021) ...András[5][6]
- Elk*rtuk (2021)[7] ...Endre
- Tündérkert – Kísértések kora (2023) ...Bethlen Gábor[8]
- Elfogy a levegő (2023) ...Botond